# Bart De Schutter
Bart De Schutter (1937) is een Belgisch rechtsgeleerde. Van 1978 tot 1982 was hij rector van de Vrije Universiteit Brussel.

## Levensloop

### Opleiding
Bart De Schutter promoveerde tot doctor in de rechten aan de Université libre de Bruxelles in 1959 en behaalde er ook een Master of Arts in politieke en diplomatieke wetenschappen in 1960. In 1961 behaalde hij een LLM aan de Harvard-universiteit in de Verenigde Staten. In Straatsburg, Frankrijk, volgde hij een speciaal programma over Europese organisaties aan de Faculté internationale pour l'enseignement du droit comparé en in Genève, Zwitserland, volgde hij het International Law Commission Seminar van de Verenigde Naties.

### Loopbaan
De Schutter startte zijn carrière aan de Vrije Universiteit Brussel, waar hij decaan werd van de faculteit Rechten. Van 1978 tot 1982 was hij er rector. Later was hij er lid van de raad van bestuur en na zijn rectoraat werd hij in 1994 in opvolging van Els Witte voorzitter van de raad van bestuur van de Vlaamse Radio- en Televisieomroeporganisatie (VRT), een functie die hij tot 2000 uitoefende, wanneer Guy Peeters hem opvolgde.
Van 1971 tot 2003 was hij voorzitter van het Programme on International Legal Cooperation (PILC) aan de VUB. Hij was ook een van de stichters van een dergelijk programma aan de Anglia Polytechnic University, de rechtenfaculteit van de Universiteit van Cambridge in het Verenigd Koninkrijk, waar hij Honorary Fellow is.
Van 1970 tot 1972 was hij voorzitter van de Oudstudentenbond van de Vrije Universiteit Brussel (OSB-VUB)
Sinds 1997 is De Schutter vertegenwoordiger voor België bij het Joint Supervisory Body of Europol and Schengen en sinds 2001 bij de Joint Supervisory Authority of the EU Customs Information System.
In 2001 was hij stichtend voorzitter van het Institute for European Studies, een onderzoeksgroep aan de VUB die focust op de Europese Unie. Deze functie vervulde hij tot Karel de Gucht hem in 2015 opvolgde. In 2010 volgde hij Jean-Luc Vanraes als voorzitter van de Universitaire Associatie Brussel op. In 2013 volgde Caroline Gennez hem in deze functie op. Van 2005 tot 2022 was hij eveneens voorzitter van de Erasmushogeschool Brussel.
De Schutter was lid van de Coudenberggroep, een federalistische denktank.
- Bibliothèque nationale de France: cb15023610z (data)
- Gemeinsame Normdatei: 12910311X
- International Standard Name Identifier: 0000 0000 8159 2968
- Library of Congress Control Number: n81109149
- Nationale Bibliotheek van Israël: 987007347348805171
- Système universitaire de documentation: 163976511
- Virtual International Authority File: 79204673